# Pseudostenosiphonium
Pseudostenosiphonium là chi thực vật có hoa trong họ Acanthaceae.